# Francisco de São Luiz Saraiva
Francisco de São Luiz Saraiva OSB (ur. 26 stycznia 1766 w Ponte de Lima, zm. 7 maja 1845 w Lizbonie) – portugalski duchowny rzymskokatolicki, benedyktyn, biskup Coimbry, patriarcha Lizbony, kardynał.

## Biografia
29 stycznia 1782 złożył śluby zakonne w Zakonie Świętego Benedykta, a 7 marca 1789 przyjął święcenia prezbiteriatu.
18 grudnia 1821 wybrany koadiutorem biskupa Coimbry, co zatwierdził 19 kwietnia 1822 papież Pius VII. Jako że trzy dni wcześniej zmarł biskup Coimbry Francisco de Lemos de Faria Pereira Coutinho bp Saraiva objął diecezję w dniu zatwierdzenia. 15 września 1822 w katedrze w Coimbrze przyjął sakrę biskupią z rąk arcybiskupa São Salvador da Bahia Vicenta da Soledade e Castro OSB.
30 kwietnia 1824 zrezygnował z biskupstwa Coimbry. Odtąd nosił tytuł biskupa in partibus infidelium durańskiego.
W 1840 lub w 1842 mianowany patriarchą Lizbony, co zatwierdził 3 kwietnia 1843 papież Grzegorz XVI. Podczas konsystorza 19 czerwca 1843 został mianowany przez papieża kardynałem prezbiterem. Nie objął kościoła tytularnego. Jako że zmarł za pontyfikatu Grzegorza XVI nigdy nie uczestniczył w konklawe.